# Biomedical Advanced Research and Development Authority
Pour les articles homonymes, voir Barda.
La Biomedical Advanced Research and Development Authority (BARDA) est un bureau du département de la Santé et des Services sociaux des États-Unis (HHS) chargé de l'acquisition et du développement de contre-mesures médicales, principalement contre le bioterrorisme, y compris les menaces nucléaires, radiologiques, biologiques et chimiques (NRBC), ainsi que les pandémies (grippe pandémique et pandémie de COVID-19 notamment) et les maladies émergentes :140.
La BARDA relève du Bureau du Secrétaire adjoint à la préparation et à l'intervention (ASPR) et gère le projet BioShield.

## Budget
En 2021, la BARDA dispose d'un budget de 1,6 milliard de dollars pour ses missions normales, augmenté de 3,5 milliards de dollars pour la réponse COVID-19.